# Tatenda Tsumba
Tatenda Leroy Tsumba (* 12. November 1991 in Harare) ist ein simbabwischer Leichtathlet, der im Sprint an den Start geht.

## Sportliche Laufbahn
Erste internationale Erfahrungen sammelte Tatenda Tsumba bei den Weltmeisterschaften 2015 in Peking, bei denen er im 200-Meter-Lauf mit 21,21 s im Vorlauf ausschied. Im Jahr darauf qualifizierte er sich für die Olympischen Spiele in Rio de Janeiro, bei denen er aber auch mit 21,04 s in der ersten Runde ausschied. 2018 belegte er bei den Afrikameisterschaften in Asaba in 20,70 s den vierten Platz über 200 Meter und schied im 100-Meter-Lauf mit 10,45 s im Halbfinale aus. Bei den IAAF World Relays 2019 in Yokohama wurde er mit der 4-mal-100-Meter-Staffel im Vorlauf disqualifiziert. Anschließend nahm er erstmals an den Afrikaspielen in Rabat teil und gelangte dort über 200 Meter bis in das Halbfinale, in dem er disqualifiziert wurde. Zudem belegte er mit der Staffel in 39,82 s den sechsten Platz.

## Bestleistungen
- 100 Meter: 10,17 s (+1,3 m/s), 26. Juni 2016 in Chula Vista
  - 60 Meter (Halle): 6,71 s, 8. Dezember 2017 in Provo
- 200 Meter: 20,44 s (+1,3 m/s), 26. Juni 2016 in Chula Vista
  - 200 Meter (Halle): 21,21 s, 21. Januar 2017 in Colorado Springs